# Kousuke Akiyoshi

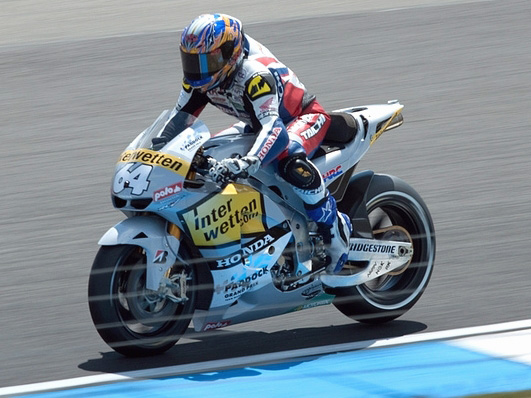
Kousuke Akiyoshi op het TT-Circuit Assen in 2010.

Kousuke Akiyoshi (Japans: 秋吉耕佑) (Kurume, 12 januari 1975) is een Japans motorcoureur.
In 1995 maakte Akiyoshi zijn debuut in het All Japan GP250 Championship op een Suzuki. In zijn eerste seizoen werd hij 24e in het kampioenschap, terwijl hij zich in 1996 verbeterde naar de tiende plaats. In 1997 stapte hij over naar het All Japan Superbike Championship, later het All Japan JSB1000 Championship geheten, waar hij het grootste deel van zijn carrière doorbracht. In 1997 kreeg hij ook een wildcard voor zijn thuisrace op het Sportsland SUGO in het wereldkampioenschap superbike op een Suzuki, maar startte geen van beide races.
In 2006 maakte Akiyoshi zijn debuut in de MotoGP-klasse van het wereldkampioenschap wegrace op een Suzuki met een wildcard in zijn thuisrace, en behaalde hier met een dertiende plaats meteen drie WK-punten. In 2007 kreeg hij een wildcard voor de Grands Prix van Spanje en Japan, maar eindigde niet in de punten. Wel won hij dat jaar met Yukio Kagayama de 8 uur van Suzuka op een Suzuki. In 2008 nam hij opnieuw deel aan zijn thuisrace, maar na een val in de eerste ronde moest hij opgeven.
In 2010 werd Akiyoshi voor het eerst kampioen in het All Japan Superbike Championship na zijn overstap naar Honda. Dat jaar keerde hij voor Honda tevens terug in de MotoGP als vervanger van de geblesseerde Hiroshi Aoyama in Nederland en Catalonië en behaalde vier punten. In 2011 werd hij voor de tweede keer kampioen in Japan en reed in de TT van Assen als vervanger van Aoyama, die op zijn beurt de geblesseerde Dani Pedrosa bij het fabrieksteam van Honda verving. Opnieuw behaalde hij met de dertiende plaats een goed resultaat. Later dat jaar kreeg hij, net als Shinichi Ito opnieuw een wildcard voor zijn thuisrace als gebaar naar de slachtoffers van de zeebeving in Sendai in maart van dat jaar. In 2013 keerde hij terug in het wereldkampioenschap superbike op een Honda als vervanger van de geblesseerde Leon Haslam tijdens het raceweekend op het Autodromo Nazionale Monza en werd veertiende in de eerste race. In 2015 reed hij opnieuw zijn thuisrace in de MotoGP op een Honda als vervanger van de geblesseerde Karel Abraham.